# Gređani (Topusko)
Gređani est un village de la municipalité de Topusko (comitat de Sisak-Moslavina) en Croatie. Au recensement de 2011, le village comptait 341 habitants.